# Foho Tirimos
Der Foho Tirimos (kurz: Tirimos, auch Tirimoso) ist ein Berg in der osttimoresischen Gemeinde Bobonaro. Er liegt im Westen des Südterritoriums des Sucos Guenu Lai (Verwaltungsamt Cailaco), in der Aldeia Biaboro. Der Tirimos hat eine Meereshöhe von 410 m. Nordwestlich liegt auf einem Höhenzug, der vom Foho Tirimos nach Norden führt das Dorf Tirimos. Weiter nördlich liegen auf ihm die Dörfer Waudu und Tegal. Östlich fließt der Fluss Marobo.